# Groupama 2
Pour les articles homonymes, voir Groupama.
Groupama 2, deuxième du nom du Team Groupama, est un trimaran de compétition de la classe ORMA, mis à l'eau en 2004 pour être skippé par Franck Cammas. Le voilier s'appelle ensuite Mighty Merloe en 2014, puis Defiant en 2021.

## Histoire
Au moment de sa mise à l'eau en 2004, le trimaran est équipé de son mât de secours et ne recevra son nouveau mât qu'en 2005 ; l'équipe du Team Groupama fit ce choix de se laisser le temps de concevoir certaines pièces, tout en expérimentant le bateau en mer.
Lors de la Transat Jacques Vabre 2005, Groupama 2 chavire au large des îles Canaries, les deux skippers Franck Cammas et Franck Proffit seront hélitreuillés sains et saufs dans la nuit.
À la suite du chavirage, le trimaran est ramené par porte-conteneur au port de Lorient et subit un long chantier qui lui permettra de retrouver la compétition dès 2006. 
En 2007, pour sa deuxième participation à la Route du Café avec Groupama 2, Franck Cammas, accompagné pour cette édition par Steve Ravussin, bat le record de la traversée qu'il avait établi 4 ans auparavant en reliant Le Havre à Salvador de Bahia en 10 jours et 38 minutes.
En 2008, avec l'émergence d'une nouvelle catégorie chez les grands multicoques (celle des MOD70), le Team Groupama se consacre à son nouveau trimaran, Groupama 3, et Groupama 2 sert alors à diverses opérations de relations publiques en attendant sa vente. 
Avec Loïc Peyron à sa barre, il remporte la Transpac Race devant les MOD70 Phaedo3 et Maserati, le record de la course est battu en 4 jours, 6 heures, 33 minutes et 30 secondes.
En 2021, le bateau est racheté par Donald Lawson qui cherchait une plateforme pour le Dark Seas Project dans le but promouvoir la pratique de la voile auprès de la communauté afro-américaine et des minorités qui n’y ont pas accès.
Le 27 juillet 2023, le trimaran renommé Defiant par Donald Lawson est retrouvé chaviré à environ 350 miles marins au Sud-Ouest d’Acapulco, et sans son propriétaire qui naviguait en solitaire.

## Palmarès
Ses podiums les plus notoires sont :
- 2004 :
  - 2e Grand Prix de Fécamp
  - 3e du Grand Prix de Corse
  - 1er du Grand Prix de Marseille
- 2005 :
  - 1er du Grand Prix de Calvi
  - 1er du Grand Prix de Marseille
  - 1er du Grand Prix de Galice
  - 1er du Grand Prix de Fécamp
  - 1er du Grand Prix de Lorient
- 2006 :
  - 1er de Londres - Alpes Maritimes
  - 1er Trophée des Alpes Maritimes
  - 1er du Grand Prix de Trapani
  - 1er du Grand Prix de Marseille
  - 1er du Grand Prix de Fécamp
  - 5e de la Route du Rhum
- 2007 :
  - 1er du Trophée des multicoques
  - 2e du Record SNSM
  - 2e du Grand Prix ORMA de Douarnenez
  - 1er de la Transat Jacques Vabre